# Under Construction, Part II
Albums par Timbaland & Magoo
Indecent Proposal
(2001) The Best of Timbaland & Magoo
(2004)
Albums par Timbaland
Tim's Bio : Life From Da Bassment
(1998) Shock Value
(2007)
Singles
1. Cop That Shit
Sortie : 2013
2. Indian Flute
Sortie : 2003
3. Naughty Eye
Sortie : 2004

Under Construction, Part II est le troisième album studio de Timbaland & Magoo, sorti le 18 novembre 2003.
Cet opus est considéré comme étant la suite de l'album Under Construction (2002) de Missy Elliott, produit en partie par Timbaland.
L'album s'est classé 16e au Top R&B/Hip-Hop Albums et 50e au Billboard 200.

## Liste des titres
| No  | Titre                                                                         | Auteur | Contient un (des) sample(s) de                                                           | Durée |
| --- | ----------------------------------------------------------------------------- | --- | ---------------------------------------------------------------------------------------- | ----- |
| 1.  | Straight Outta Virginia (Intro) (Produit par Timbaland)                       | Timothy Mosley |                                                                                          | 2:03  |
| 2.  | Cop That Shit (featuring Missy Elliott – Produit par Timbaland)               | Timothy Mosley, Melvin Barcliff, Dennis Taylor, Edward Archer, Eric Barrier, Freddie Byrd, Howie Thompson, Jack Hill, Jackey Beavers, Lael Williams, Lana Moorer, Missy Elliott, Preston Joyner, William Griffin | I Know You Got Soul de Eric B. & Rakim I Got It Made de Special Ed Paper Thin de MC Lyte | 3:33  |
| 3.  | Shenanigans (featuring Bubba Sparxxx – Produit par Timbaland)                 | Timothy Mosley, Melvin Barcliff, Lael Williams, Warren Mathis | Goom Hai Kisi Ke Pyar Mein de Raampur Ka Lakshman                                        | 3:46  |
| 4.  | Leavin' (featuring Attitude – Produit par Timbaland)                          | Timothy Mosley, Melvin Barcliff, Timothy Clayton |                                                                                          | 3:35  |
| 5.  | That Shit Ain't Gonna Work (Produit par Timbaland)                            | Timothy Mosley, Melvin Barcliff, Timothy Clayton |                                                                                          | 3:58  |
| 6.  | Don't Make Me Take It There (featuring Frank Lee White – Produit par J Nitti) | Timothy Mosley, Lael Williams, J Nitti, Barry McMichael |                                                                                          | 4:26  |
| 7.  | Indian Flute (featuring Sebastian et Raje Shwari – Produit par Timbaland)     | Timothy Mosley, Melvin Barcliff, Garland Mosley, Raje Shwari | Curura de Totó la Momposina                                                              | 3:21  |
| 8.  | Can We Do It Again (Produit par Timbaland)                                    | Timothy Mosley, Melvin Barcliff, Timothy Clayton | Change the Beat (Female Version) de Beside (1982)                                        | 3:52  |
| 9.  | Naughty Eye (featuring Sebastian et Raje Shwari – Produit par Timbaland)      | Timothy Mosley, Melvin Barcliff, Garland Mosley, Raje Shwari | Theme From The Girl From Petrovka d'Henry Mancini                                        | 4:55  |
| 10. | N 2 Da Music (featuring Brandy – Produit par Timbaland)                       | Timothy Mosley, Melvin Barcliff, Timothy Clayton |                                                                                          | 3:57  |
| 11. | Hold On (featuring Wyclef Jean – Produit par Timbaland)                       | Timothy Mosley, Melvin Barcliff, Timothy Clayton, Wyclef Jean |                                                                                          | 5:04  |
| 12. | Insane (featuring Candice « Gg » Nelson – Produit par Timbaland)              | Timothy Mosley, Melvin Barcliff, Garland Mosley, Walter Millsap |                                                                                          | 4:31  |
| 13. | Throwback (Produit par Timbaland)                                             | Timothy Mosley, Melvin Barcliff, Dennis Coffey, Dwayne Simon, James Smith, Lael Williams | Jingling Baby de LL Cool J                                                               | 3:45  |
| 14. | Kold Kutz (Produit par Timbaland)                                             | Timothy Mosley, Melvin Barcliff, Garland Mosley |                                                                                          | 4:23  |
| 15. | I Got Luv 4 Ya (Produit par Heavy D)                                          | Timothy Mosley, Melvin Barcliff, Dwight Myers, Garland Mosley |                                                                                          | 4:07  |
| 16. | Naughty Eye II (Hips) (featuring Beenie Man – Produit par Timbaland)          | Timothy Mosley, Melvin Barcliff, Moses Davis, Raje Shwari |                                                                                          | 3:32  |